# Mulczyce
Mulczyce (ukr. Мульчиці) – wieś na Ukrainie w rejonie włodzimierzeckim obwodu rówieńskiego; nad Styrem.
W 2001 roku liczyła 1289 mieszkańców.
W czasie wojny polsko-bolszewickiej miejsce jednej z bitew.
Podczas okupacji niemieckiej mieszkająca tutaj ukraińska rodzina Kociubajłów (vel Koniuchów) ukrywała Żydów, za co w 1995 roku Instytut Jad Waszem uhonorował tytułami Sprawiedliwych wśród Narodów Świata Pyłypa Kociubajłę (vel Koniucha), jego żonę Teklę oraz ich synów Ołeksandra i Andrija.